# Club Deportivo Petrotela
El Club Deportivo Petrotela fue un equipo de fútbol de Honduras que alguna vez jugó en la Liga Nacional de Honduras, la liga más importante del país.

## Historia
Fue fundado en el año 1956 en la ciudad de Tela, en el Departamento de Atlántida con el nombre Tela Timsa hasta la Temporada 1991-92, cuando el empresario Henry Arévalo compró la franquicia y lo cambió el nombre por el de Club Deportivo Petrotela, el cual quedó subcampeón de Liga en la Temporada 1992-93. Al año siguiente, el equipo desciende y la mayoría de los partidos que debía jugar de local los jugaba en la cancha del equipo rival.
A nivel internacional participó en un torneo continental, en la Copa de Campeones de la Concacaf de 1994, donde después de eliminar en la primera ronda al Monterrey de México, es eliminado en la segunda ronda por el CS Cartaginés de Costa Rica.

## Palmarés
- Liga Nacional de Honduras: 0
  - Subcampeón: 1 (1992-93)
- Liga de Ascenso de Honduras: 1 (1984).

## Participación en competiciones de la Concacaf
- Copa de Campeones de la Concacaf: 1 aparición

1994 - Segunda Ronda

## Jugadores destacados
| - Ramón Maradiaga - Julio César Arzú - Pastor Martínez - Luis Enrique Cálix | - Allan Costly - Francisco Javier Toledo - Alberto Bica - Eugenio Dolmo Flores |